# Емборска българска община
Емборската българска община е гражданско-църковно сдружение на българите екзархисти в голямото кайлярско село Емборе, Южна Македония. Нейно задължение е поддръжката на българските училища, читалище и църкви, както и заплатите на учителите в селото.

## История
Българската екзархия прави опит да основе българска община в Емборе през 1895 година, но неуспешно. Битолският валия не допуска това, тъй като селото не влиза в първоначалните граници на Екзархията според фермана от 1870 година. Вторият опит през 1898 година обаче е сполучлив и се формира българска община. На 11 февруари 1899 година председателят на общината Димитър Златанов е арестуван от властите и е отведен в Сяр.
След Младотурската революция на 16 януари 1909 година Емборската община изпраща следната телеграма до Отоманския парламент:
| „ | Черквата „Св. Константин и Елена“, намираща се от преди 25 години в ръцете на българите от Емборе, което брои 200 къщи българи екзархисти и 20 къщи патриаршисти, преди 8 години гръцкият лерински владика с кайлярския каймакамин я взеха от нас българите и я предадоха на 20-те къщи гъркомани. Селото Палеор брои около 80 къщи екзархисти и гъркомани 30, докато последните имат право 3 пъти в месеца да се черкуват в единствената селска черква, екзархистите се допускат само два пъти. Това е една неправда спрямо българите. Жителите на селата Дорутово и Асан-кьой, бидейки българи, поискаха да четат в черквите и училищата на езика си, но кайлярският каймакамин не им позволи. Общински председател Папа Георги. | “ |